# Тагайский район
Тагайский район (официально писали — Тагаевский район) — административно-территориальная единица в составе Средневолжской области, Средневолжского края, Куйбышевской и Ульяновской областей РСФСР, существовавшая в 1928—1930 и 1935—1956 годах.

## История
Тагайский район был образован в 1928 году в составе Ульяновского округа Средневолжской области (с 1929 года — края). В состав района вошли следующие территории бывшей Ульяновской губернии:
- из Ульяновского уезда:
  - Тагайская волость полностью
  - Анненковский, Загудаевский, Апалихинский, Пилюгинский, Уржумский и Юшанский с/с Тетюшской волости
  - Васильевский, Усть-Уренский и Чириковский с/с Нагаткинской волости
- из Карсунского уезда:
  - Базарно-Уренский и Языковский с/с Урено-Карлинской волости
  - Большежеребятниковский, Аксаковский и частично Сущевский с/с Анненковской волости.

В конце 1920-х годов район включал сельсоветы Тагаевский, Абрамовский, Аксаковский, Анненковский, Большежеребятниковский, Базарно-Уренский, Васильевский, Выровский, Загудаевский, Копышевский, Комаровский, Козловский, Кадыковский, Новоникулинский, Апалихинский, Пилюгинский, Прислонихинский, Подлесненский, Сиучевский, Староникулинский, Уржумский, Устеренский, Хохловский, Чириковский, Шишовский, Юшанский и Языковский.
В 1930 году Тагайский район был упразднён, а его территория включена в Майнский район.
В январе 1935 года Тагайский район был восстановлен в составе Куйбышевского края (с 1936 — области). В его состав были переданы:
- из Майнского района: Анненковский, Большесиучский, Базарно-Уренский, Выровский, Козловский, Копышевский, Ляховский, Новоникулинский, Апалихинский, Прислонихинский, Репьевско-Космынский, Ртищево-Каменский, Староникулинский, Тагайский, Уржумский, Устеренский, Хохловский, Чириковский и Языковский с/с.
- из Сурского района — Теньковский, Старомаклаушинский и Еделевский с/с
- из Ульяновского района — Пилюгинский с/с
- из Богдашкинского района — Новомаклаушинский и Чирикеевский с/с.

19 января 1943 года Тагайский район вошёл в состав новой Ульяновской области.
30 мая 1946 года из Тагайского района в Майнский были переданы Апалихинский, Выровский, Ляховский и Ртищево-Каменский с/с.
7 июля 1953 года были упразднены Пилюгинский, Устеренский, Хохловский, Чириковский, Сиучевский, Козловский, Еделевский и Чирикеевский с/с.
2 ноября 1956 года Тагайский район был упразднён, а его территория разделена между Астрадамовским, Богдашкинским и Майнским районами.